# Кузнечиха (Городецкий район)
Кузнечиха — деревня в Городецком районе Нижегородской области. Входит в состав Смольковского сельсовета.

## Население
| 2002 | 2010 |
| ---- | ---- |
| 0    | ↗1   |